# Battaglia di Giuncarico
La battaglia di Giuncarico fu combattuta il 14 dicembre 1332 tra l'esercito pisano-massetano, al comando di Dino della Rocca, contro l'esercito senese, affidato a Guidoriccio da Fogliano ed al capitano Moscata Piccolomini. La battaglia si svolse a Giuncarico, nelle piana tra il borgo ed il castello di Colonna e l'esito favorevole alle milizie senesi segnò il punto di svolta nella guerra con la città maremmana che, tre anni dopo, si sarebbe conclusa la sottomissione della Repubblica di Massa e la perdita della sua libertà.

## Antefatti
Dal 1241 gli equilibri politici cittadini portarono la Repubblica Massetana ad un progressivo avvicinamento alla Repubblica di Siena, sancito da una alleanza ufficiale tra le due. L’alleanza massetano-senese divenne poi una vera e propria lega, offensiva e difensiva, a partire dal 16 marzo 1264. Tuttavia in seguito ad alcuni conflitti per il possesso di alcuni castelli della Maremma, tra cui Gerfalco e Montieri, la inimicizia tra le due Repubbliche crebbe. La città di Massa di Maremma iniziò a percepire come una sottomissione l'alleanza con la città toscana, giudicando come un'intromissione negli affari interni l'impegno a tenere un podestà senese a reggimento della città.

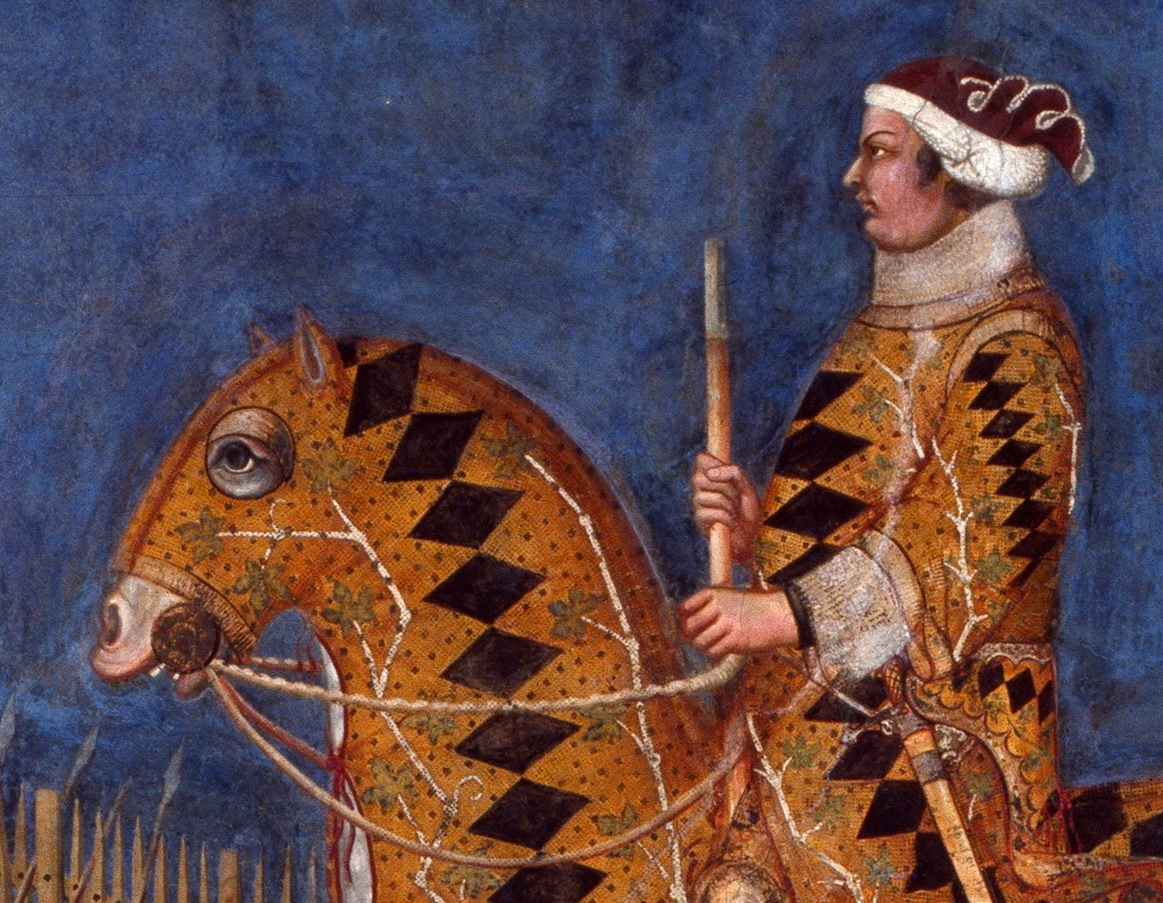
Guidoriccio da Fogliano, capitano di guerra della Repubblica di Siena dall'aprile del 1327 a settembre del 1333, per poi tornare nel ruolo di capitano del popolo dal 1349 al 1352

Nel 1330 Massa si rivoltò contro Siena, venne cacciato il podestà senese ed al suo posto fu nominato il fiorentino Lanzante Foraboschi. I senesi che in quel periodo avevano accresciuto molto la loro forza in Maremma attaccarono i territori della Repubblica Massetana prendendo Perolla, Gavorrano, Colonna e Monterotondo (probabilmente corrompendone i soldati). Viste le forti perdite subite nella fase iniziale del conflitto, venne nominato in Massa il senese Niccolò Cerretani per tentare di firmare una tregua agli scontri. La proposta venne però rifiutata da Siena, decisa ormai di sottomettere la città di Massa.

## La battaglia
Vedendo il proprio territorio circondato dai senesi divenuti ormai ostili, Massa decise di chiedere soccorso alla Repubblica di Pisa, ponendosi sotto la sua protezione. Il 3 giugno 1331 venne quindi sancita la lega tra le due città in funzione anti-senese, accogliendo nelle mura di Massa il capitano pisano Dino della Rocca.
Le truppe pisano-massetane, forti di 2000 fanti e 200 cavalierii, uscirono da Massa per riconquistare i castelli occupati. Il 14 dicembre 1332 nella piana di Giuncarico si scontrarono con i senesi, forti di 2000 fanti e 400 cavalieri, guidate dal Capitano di Guerra della Repubblica di Siena Guidoriccio da Fogliano e da Moscata Piccolomini. I massetani riuscirono a cogliere di sorpresa le truppe di Moscata Piccolomini, che dovettero inizialmente indietreggiare. Il retrocedere delle truppe senesi dovette apparire come una vera e propria ritirata, tanto che Dino della Rocca si slanciò con foga all'inseguimento del nemico. Questa decisione fece perdere compattezza all’esercito pisano-massetano, esposto al contrattacco dell’esercito senese che ormai aveva ripreso posizione. I massetani uscirono sconfitti dallo scontro, perdendo 200 soldati, 6 vessilli militari ed il capitano Dino della Rocca, che fu fatto prigioniero insieme ad altri 200 soldati.

## Conseguenze
La sconfitta di Giuncarico costrinse la Repubblica Massetana a chiedere una tregua di due mesi, per la grande carestia e penuria di beni che seguì le operazioni militari. Nonostante la posizione di superiorità cui si trovava l’esercito senese successivamente alla vittoria campale, in vista di in un attacco diretto a Massa, venne ritenuto dal governo di Siena di accettare la tregua, considerando che il prolungamento dello stato di guerra, avrebbe indebolito maggiormente il nemico.